# Pawlikeni (gmina)
Pawlikeni (bułg. Община Павликени) – gmina w północnej Bułgarii, w obwodzie Wielkie Tyrnowo.

## Miejscowości
Miejscowości wchodzące w skład gminy Pawlikeni:
- Batak (bułg.: Батак),
- Bjała czerkwa (bułg.: Бяла Черква),
- Butowo (bułg.: Бутово),
- Dołna Lipnica (bułg.: Долна Липница),
- Dimcza (bułg.: Димча),
- Dyskot (bułg.: Дъскот),
- Gorna Lipnica (bułg.: Горна Липница),
- Karaisen (bułg.: Караисен),
- Lesiczeri (bułg.: Лесичери),
- Michałci (bułg.: Михалци),
- Musina (bułg.: Мусина),
- Nedan (bułg.: Недан),
- Paskalewec (bułg.: Паскалевец),
- Patresz (bułg.: Патреш),
- Pawlikeni (bułg.: Павликени) – siedziba gminy,
- Rosica (bułg.: Росица),
- Słomer (bułg.: Сломер),
- Stambołowo (bułg.: Стамболово),
- Wiszowgrad (bułg.: Вишовград),
- Wyrbowka (bułg.: Върбовка).